# كيرك وايز
كيرك وايز (بالإنجليزية: Kirk Wise)‏ هو منتج أفلام ورسام رسوم متحركة ومخرج أمريكي، ولد في 24 أغسطس 1963 في سان فرانسيسكو في الولايات المتحدة.

## وصلات خارجية
- كيرك وايز على موقع IMDb (الإنجليزية)
- كيرك وايز على موقع ميتاكريتيك (الإنجليزية)
- كيرك وايز على موقع روتن توميتوز (الإنجليزية)
- كيرك وايز على موقع قاعدة بيانات الأفلام العربية
- كيرك وايز على موقع ألو سيني (الفرنسية)
- كيرك وايز على موقع أول موفي (الإنجليزية)
- كيرك وايز على موقع قاعدة بيانات الأفلام السويدية (السويدية)
- كيرك وايز على موقع ديسكوغز (الإنجليزية)
- كيرك وايز على موقع قاعدة بيانات الفيلم (الإنجليزية)
- كيرك وايز على موقع كينوبويسك (الروسية)